# Engin Can Ketan
Engin Can Ketan (* 17. April 2000) ist ein österreichischer Fußballspieler.

## Karriere
Ketan begann seine Karriere beim ASKÖ Donau Linz. Im September 2010 wechselte er in die Jugend der SV Ried. Im April 2011 kam er in die Jugend des LASK. Zur Saison 2014/15 wechselte er in die AKA Linz.
Zur Saison 2017/18 rückte er zudem in den Kader der LASK Juniors OÖ, der Zweitmannschaft seines Stammklubs LASK. Sein einziges Spiel für die Juniors in der Regionalliga absolvierte er im August 2017 gegen den Wolfsberger AC II. Mit den Juniors stieg er zum Saisonende in die 2. Liga auf.
Daraufhin wechselte er zur Saison 2018/19 zur viertklassigen Union Edelweiß Linz. In zwei Spielzeiten bei Edelweiß kam er zu 32 Einsätzen in der OÖ Liga, in denen er ohne Treffer blieb. Zur Saison 2020/21 wechselte Ketan zum Zweitligisten FC Blau-Weiß Linz. Sein Debüt in der 2. Liga gab er im Oktober 2020, als er am achten Spieltag jener Saison gegen den SK Rapid Wien II in der 80. Minute für Philipp Malicsek eingewechselt wurde. Dies blieb sein einziger Ligaeinsatz für die Profis der Linzer, neben diesem kam er auch viermal für die Amateure in der fünftklassigen Landesliga zum Einsatz.
Zur Saison 2021/22 wechselte er zum Regionalligisten FC Wels. Für die Welser kam er zu 25 Regionalligaeinsätzen, mit dem Klub stieg er zu Saisonende aber aus der dritthöchsten Spielklasse ab. Daraufhin wechselte Ketan zur Saison 2022/23 zum Zweitligisten SK Vorwärts Steyr, bei dem er einen bis Juni 2024 laufenden Vertrag erhielt.
In Steyr konnte er sich aber nicht durchsetzen, für Vorwärts kam er insgesamt zu neun Zweitligaeinsätzen, wobei er nie in der Startelf stand. Im Dezember 2022 wurde sein Vertrag vorzeitig wieder beendet. Anschließend wechselte er im Jänner 2023 zur viertklassigen Union Dietach.